# Salmo 22
El salmo 22  es, según la numeración hebrea, el vigesimosegundo salmo del Libro de los salmos de la Biblia. Corresponde al salmo 21 según la numeración de la Biblia Septuaginta griega, empleada también en la Vulgata latina. Por este motivo, recogiendo la doble numeración, a este salmo también se le refiere como el salmo 22 (21).
Es generalmente conocido en inglés por su primer versículo, en la versión de la Biblia del rey Jacobo , "Dios mío, Dios mío, ¿por qué me has desamparado?". El Libro de los Salmos es la tercera sección de la Biblia hebrea , y un libro del Antiguo Testamento cristiano. En latín, se conoce como "Deus, Deus meus".
El salmo es una parte regular de las liturgias judía , católica, anglicana, luterana y protestante.

## Historia y contexto
En el sentido más general, el Salmo 22 trata sobre una persona que está clamando a Dios para salvarlo de las burlas y tormentos de sus enemigos, y (en los últimos diez versículos) agradeciendo a Dios por rescatarlo.
Las interpretaciones judías del Salmo 22 identifican al individuo en el salmo con una figura real, generalmente el Rey David o la Reina Ester .
El salmo también se interpreta como una referencia a la difícil situación del pueblo judío y su angustia y alienación en el exilio. Por ejemplo, la frase "Pero yo soy un gusano" (en hebreo: ואנכי תולעת) se refiere a Israel, de manera similar a Isaías 41 "No temas, gusano Jacob, y vosotros hombres de Israel; te ayudo, dice Jehová". y tu Redentor, el Santo de Israel ".
El Meguilá (Talmud) del Talmud contiene una colección extendida de midrash que se expande en el Libro de Esther. Al comentar sobre el Libro de Esther 5:1, se cita al rabino Levi diciendo que, cuando Esther atravesó el salón de los ídolos en el camino hacia la sala del trono para suplicar al rey, sintió que la Shejiná (presencia divina) la abandonaba, en ese momento ella citó el Salmo 22: 1 diciendo "Dios mío, Dios mío, ¿por qué me has abandonado?"

### Encabezado
Ayelet Hashachar (en hebreo: "atrás del amanecer") se encuentra en el título del salmo. Probablemente sea el nombre de alguna canción o melodía a la medida de la cual se cantaría el salmo.  Algunos, sin embargo, entienden por el nombre algún instrumento de música, o una alusión alegórica al tema de los salmos.
Cuando las traducciones al inglés tienen "salmo", la palabra hebrea subyacente es מִזְמוֹר ( mizmor ), una canción con acompañamiento instrumental. Esto es parte de la serie de "Davidic Psalms" ( mizmor le-david ). Tradicionalmente, su autoría se atribuyó al rey David ; sin embargo, en la exégesis académica, esta atribución ha sido calificada o cuestionada de diversas maneras desde finales del siglo XIX. La partícula hebrea le puede significar "para", "acerca de" o "por", de modo que queda abierto a la interpretación si estos salmos se originan con David, o si el título se refiere, más bien, al personaje principal de la poesía, como preocuparse por la realeza davídica en sentido estricto, o incluso la realeza divina en general.
El título además asigna el salmo como "para el conductor". Aparentemente, esto es una referencia al uso de salmos en la liturgia (del templo). El significado exacto no está claro.
La canción debe cantarse con la melodía "atrás del amanecer", en un estilo aparentemente conocido por el público original, según la interpretación tradicional. En la literatura reciente, sin embargo, se argumenta que el papel de culto "atrás del amanecer" del sacerdote designa a la persona que actúa como menatseach, como jefe del ritual.

## Texto

### Versión de la Biblia hebrea
El siguiente es el texto hebreo del Salmo 22:
| Verso | Hebreo                                                            |
| ----- | ----------------------------------------------------------------- |
| 1     | לַֽמְנַצֵּחַ עַל־אַיֶּ֥לֶת הַ֜שַּׁ֗חַר מִזְמ֥וֹר לְדָוִֽד                                     |
| 2     | אֵלִ֣י אֵ֖לִי לָמָ֣ה עֲזַבְתָּ֑נִי רָח֥וֹק מִ֜ישֽׁוּעָתִ֗י דִּבְרֵ֥י שַֽׁאֲגָתִֽי                        |
| 3     | אֱלֹהַ֗י אֶקְרָ֣א י֖וֹמָם וְלֹ֣א תַֽעֲנֶ֑ה וְ֜לַ֗יְלָה וְֽלֹא־דֽוּמִיָּ֥ה לִֽי                        |
| 4     | וְאַתָּ֥ה קָד֑וֹשׁ י֜וֹשֵׁ֗ב תְּהִלּ֥וֹת יִשְׂרָאֵֽל                                        |
| 5     | בְּךָ בָּֽטְח֣וּ אֲבֹתֵ֑ינוּ בָּֽ֜טְח֗וּ וַֽתְּפַלְּטֵֽמוֹ                                       |
| 6     | אֵלֶ֣יךָ זָֽעֲק֣וּ וְנִמְלָ֑טוּ בְּךָ֖ בָֽטְח֣וּ וְלֹא־בֽוֹשׁוּ                                 |
| 7     | וְאָֽנֹכִ֣י תוֹלַ֣עַת וְלֹא־אִ֑ישׁ חֶרְפַּ֥ת אָ֜דָ֗ם וּבְז֥וּי עָֽם                             |
| 8     | כָּל־רֹ֖אַי יַלְעִ֣גוּ לִ֑י יַפְטִ֥ירוּ בְ֜שָׂפָ֗ה יָנִ֥יעוּ רֹֽאשׁ                             |
| 9     | גֹּ֣ל אֶל־יְהֹוָ֣ה יְפַלְּטֵ֑הוּ יַ֜צִּילֵ֗הוּ כִּ֘י חָ֥פֵץ בּֽוֹ                                |
| 10    | כִּֽי־אַתָּ֣ה גֹחִ֣י מִבָּ֑טֶן מַ֜בְטִיחִ֗י עַל־שְׁדֵ֥י אִמִּֽי                                 |
| 11    | עָלֶיךָ הָשְׁלַ֣כְתִּי מֵרָ֑חֶם מִבֶּ֥טֶן אִ֜מִּ֗י אֵ֥לִי אָֽתָּה                                 |
| 12    | אַל־תִּרְחַ֣ק מִ֖מֶּנִּי כִּֽי־צָרָ֣ה קְרוֹבָ֑ה כִּ֖י אֵ֥ין עוֹזֵֽר                             |
| 13    | סְבָבוּנִי פָּרִ֣ים רַבִּ֑ים אַבִּירֵ֖י בָשָׁ֣ן כִּתְּרֽוּנִי                                 |
| 14    | פָּצ֣וּ עָלַ֣י פִּיהֶ֑ם אַ֜רְיֵ֗ה טֹרֵ֥ף וְשֹׁאֵֽג                                        |
| 15    | כַּמַּ֥יִם נִשְׁפַּכְתִּי֘ וְֽהִתְפָּֽרְד֗וּ כָּֽל־עַצְמ֫וֹתָ֥י הָיָ֣ה לִ֖בִּי כַּדּוֹנָ֑ג נָ֜מֵ֗ס בְּת֣וֹךְ מֵעָֽי          |
| 16    | יָ֘בֵ֚שׁ כַּחֶ֨רֶשׂ \| כֹּחִ֗י וּ֖לְשׁוֹנִי מֻדְבָּ֣ק מַלְקוֹחָ֑י וְלַֽעֲפַר־מָ֥וֶת תִּשְׁפְּתֵֽנִי               |
| 17    | כִּֽי־סְבָב֗וּנִי כְּלָ֫בִ֥ים עֲדַ֣ת מְ֖רֵעִים הִקִּיפ֑וּנִי כָּֽ֜אֲרִ֗י יָדַ֥י וְרַגְלָֽי                  |
| 18    | אֲסַפֵּ֥ר כָּל־עַצְמוֹתָ֑י הֵ֥מָּה יַ֜בִּ֗יטוּ יִרְאוּ־בִֽי                                  |
| 19    | יְחַלְּק֣וּ בְגָדַ֣י לָהֶ֑ם וְעַל־לְ֜בוּשִׁ֗י יַפִּ֥ילוּ גוֹרָֽל                               |
| 20    | וְאַתָּ֣ה יְ֖הֹוָה אַל־תִּרְחָ֑ק אֱ֜יָֽלוּתִ֗י לְעֶזְרָ֥תִי חֽוּשָׁה                              |
| 21    | הַצִּ֣ילָה מֵחֶ֣רֶב נַפְשִׁ֑י מִיַּד־כֶּ֜֗לֶב יְחִֽידָתִֽי                                    |
| 22    | הוֹשִׁיעֵֽנִי מִפִּ֣י אַרְיֵ֑ה וּמִקַּרְנֵ֖י רֵמִ֣ים עֲנִיתָֽנִי                               |
| 23    | אֲסַפְּרָ֣ה שִׁמְךָ֣ לְאֶחָ֑י בְּת֖וֹךְ קָהָ֣ל אֲהַֽלְלֶֽךָּ                                     |
| 24    | יִרְאֵ֚י יְהֹוָ֨ה \| הַֽלְל֗וּהוּ כָּל־זֶ֣רַע יַֽעֲקֹ֣ב כַּבְּד֑וּהוּ וְג֥וּרוּ מִ֜מֶּ֗נוּ כָּל־זֶ֥רַע יִשְׂרָאֵֽל    |
| 25    | כִּ֚י לֹא־בָזָ֨ה וְלֹ֪א שִׁקַּ֡ץ עֱנ֬וּת עָנִ֗י וְלֹֽא־הִסְתִּ֣יר פָּנָ֣יו מִמֶּ֑נּוּ וּֽבְשַׁוְּע֖וֹ אֵלָ֣יו שָׁמֵֽעַ    |
| 26    | מֵֽאִתְּךָ֣ תְֽהִלָּ֫תִ֥י בְּקָהָ֣ל רָ֑ב נְדָרַ֥י אֲשַׁלֵּ֗ם נֶ֣גֶד יְרֵאָֽיו                            |
| 27    | יֹֽאכְל֚וּ עֲנָוִ֨ים \| וְיִשְׂבָּ֗עוּ יְהַֽלְל֣וּ יְ֖הֹוָה דֹּֽרְשָׁ֑יו יְחִ֖י לְבַבְכֶ֣ם לָעַֽד              |
| 28    | יִזְכְּר֚וּ \| וְיָשֻׁ֣בוּ אֶל־יְ֖הֹוָה כָּל־אַפְסֵי־אָ֑רֶץ וְיִשְׁתַּֽחֲו֥וּ לְ֜פָנֶ֗יךָ כָּל־מִשְׁפְּח֥וֹת גּוֹיִֽם   |
| 29    | כִּ֣י לַֽ֖יהֹוָה הַמְּלוּכָ֑ה וּ֜מוֹשֵׁ֗ל בַּגּוֹיִֽם                                       |
| 30    | אָֽכְל֬וּ וַיִּֽשְׁתַּֽחֲו֨וּ \| כָּל־דִּשְׁנֵי־אֶ֗רֶץ לְפָנָ֣יו יִ֖כְרְעוּ כָּל־יוֹרְדֵ֣י עָפָ֑ר וְ֜נַפְשׁ֗וֹ לֹ֣א חִיָּֽה |
| 31    | זֶ֥רַע יַֽעַבְדֶ֑נּוּ יְסֻפַּ֖ר לַֽאדֹנָ֣י לַדּֽוֹר                                        |
| 32    | יָבֹאוּ וְיַגִּ֣ידוּ צִדְקָת֑וֹ לְעַ֥ם נ֜וֹלָ֗ד כִּ֣י עָשָֽׂה                                 |

### Versión de la Biblia del Rey Jacobo
Al músico principal sobre Aijeleth Shahar, Un salmo de David.
1. Dios mío, Dios mío, ¿por qué me has abandonado? ¿Por qué estás tan lejos de ayudarme y de las palabras de mi rugido?
2. Oh Dios mío, lloro durante el día, pero no oyes; y en la temporada de noche, y no estoy en silencio.
3. Pero tú eres santo, oh tú que habitas en las alabanzas de Israel.
4. Nuestros padres confiaron en ti: ellos confiaron, y tú los entregaste.
5. Clamaron a ti y fueron liberados; confiaron en ti y no fueron confundidos.
6. Pero yo soy un gusano y ningún hombre; un reproche de los hombres, y despreciado de la gente.
7. Todos los que me ven se ríen de mí desdeños: disparan el labio, sacuden la cabeza y dicen:
8. Confió en el Señor que lo entregaría: déjelo entregar, ya que se deleitaba en él.
9. Pero tú eres el que me sacó del útero: me hiciste esperar cuando estaba sobre los senos de mi madre.
10. Fui arrojado sobre ti desde el vientre: tú eres mi Dios desde el vientre de mi madre.
11. No te alejes de mí; porque el problema está cerca; porque no hay nadie para ayudar.
12. Muchos toros me han rodeado: los toros fuertes de Basán me han acosado.
13. Me miraron boquiabiertos como un león rugiente y hambriento.
14. Estoy derramado como agua, y todos mis huesos están fuera de las articulaciones: mi corazón es como cera; se derrite en medio de mis entrañas.
15. Mi fuerza está seca como un macetero; y mi lengua se adhiere a mis mandíbulas; y me has traído al polvo de la muerte.
16. Porque los perros me han rodeado: la asamblea de los malvados me ha encerrado: me perforaron las manos y los pies.
17. Puedo decir todos mis huesos: me miran y me miran.
18. Separan mis prendas entre ellas y echan suertes sobre mi vestimenta.
19. Pero no te alejes de mí, oh, Señor: Oh mi fuerza, apresúrate a ayudarme.
20. Libra mi alma de la espada; Mi amor por el poder del perro.
21. Sálvame de la boca del león, porque me has oído desde los cuernos de los unicornios.
22. Declararé tu nombre a mis hermanos; en medio de la congregación te alabaré.
23. Ustedes que temen al Señor, alabadle; todos vosotros, simiente de Jacob, glorifícalo; y temed a él, todos vosotros la simiente de Israel.
24. Porque no ha despreciado ni aborrecido la aflicción de los afligidos; ni escondió su rostro de él; pero cuando clamó a él, oyó.
25. Te alabaré en la gran congregación: pagaré mis votos delante de los que le temen.
26. Los mansos comerán y se saciarán: alabarán al Señor que lo busca: tu corazón vivirá para siempre.
27. Todos los confines del mundo recordarán y se volverán hacia el Señor: y todas las familias de las naciones adorarán delante de ti.
28. Porque el reino es del Señor: y él es el gobernador entre las naciones.
29. Todos los que sean gordos en la tierra comerán y adorarán; todos los que desciendan al polvo se postrarán ante él; y nadie podrá mantener viva su propia alma.
30. Una semilla le servirá; se contabilizará al Señor por una generación.
31. Vendrán y declararán su justicia a un pueblo que nacerá, que él ha hecho esto.

## Comentarios

### De la iglesia católica

#### A todo el salmo
Después de varios salmos que celebran las victorias del rey, el Salmo 22 presenta el lamento de un hombre que sufre profundamente, en una línea similar al Salmo 17. Esta oración se destaca por la intensidad de sus imágenes, convirtiéndola en una de las súplicas más conmovedoras del libro de los Salmos, junto al Salmo 69. El salmo se estructura en dos partes principales. La primera (versículos 2–22) es una súplica desesperada en la que el orante clama por la cercanía de Dios en medio del dolor. La segunda (versículos 23–32) es un canto de gratitud en el que se celebra la salvación recibida y se invita a otros a alabar al Señor.
En la sección de súplica, el salmista comienza con un grito de auxilio, luego recuerda cómo Dios ha actuado en favor del pueblo en el pasado, y expone su sufrimiento actual: es despreciado, enfermo, rodeado por enemigos y despojado de sus bienes. A pesar de todo, mantiene viva su confianza y reitera su petición de ayuda. La segunda parte cambia de tono: el salmista expresa su decisión de alabar a Dios públicamente y anima a la comunidad a hacer lo mismo, reconociendo que Dios escucha a los pobres, gobierna a las naciones, confronta a los poderosos y bendice a las futuras generaciones.
Este salmo tiene una importancia especial en la tradición cristiana. Jesús pronunció sus primeras palabras —“Dios mío, Dios mío, ¿por qué me has abandonado?”— mientras estaba en la cruz, haciendo suya esta oración de angustia y confianza. Así, el Salmo 22 permite intuir cómo vivió Jesús su pasión y muerte, y cómo estas palabras se cumplieron en Él. Por eso, la Iglesia lo reza especialmente en el Domingo de Ramos y en la Liturgia de las Horas del Viernes Santo, invitando a los creyentes a unirse al sufrimiento redentor de Cristo con sus propios dolores.

#### A los versículos 1-16
Más que una queja por el aparente silencio de Dios, estos versículos reflejan la profunda angustia del creyente que, pese a haber acudido al Señor, no comprende su modo de actuar en medio del sufrimiento. Aun así, su fe no vacila: la repetición de “Dios mío” tres veces subraya una confianza que permanece viva. El salmista recuerda que Dios siempre ha estado cerca de su pueblo, tanto en el Templo como a lo largo de la historia. Por eso, su dolor se intensifica: si Dios se alejara de él, ya no se sentiría humano, sino rebajado a lo más insignificante (v. 7). El sufrimiento se agrava por la humillación pública, pues quienes lo ven en esa condición concluyen que Dios no lo ama (v. 9).
Jesús vivió todo esto en su pasión: soportó desprecios, insultos y burlas del pueblo (v. 7), tal como relatan los evangelios. La gente, al verle en la cruz, meneaba la cabeza (v. 8) y lo desafiaba, diciendo que si Dios lo amaba, debía salvarlo (v. 9), incluso instándolo a bajar de la cruz (cf. Mt 27,43). El contraste entre la violencia de los enemigos y la extrema fragilidad del orante es impactante. Él se compara con agua derramada o cera derretida, imágenes de una vida que se desvanece (v. 15). La descripción de su estado físico, marcado por síntomas de fiebre intensa, muestra que está al borde de la muerte (v. 16).

#### A los versículos 17-32
El salmista se ve a sí mismo como una presa acorralada, herida y sin posibilidad de escapar. La expresión “han taladrado” sus manos y pies (v. 17) puede entenderse también como “han atado”, lo que refuerza su sensación de total indefensión. Las heridas han dejado sus huesos visibles, y sus enemigos ya lo dan por muerto, al punto de repartirse sus ropas (vv. 18–19). En el caso de Jesús, estos signos del sufrimiento se cumplen de forma literal: antes de morir exclamó “Tengo sed”; sus manos y pies fueron perforados por los clavos de la cruz (v. 17), y los soldados se repartieron sus vestiduras, echando suertes por su túnica.
Desesperado y sin recursos humanos, el salmista ruega a Dios que lo libre. En su súplica final, retoma los males que lo aquejan —la amenaza de la espada, los perros, el león y el búfalo—, pero ahora en orden inverso, lo que resalta la urgencia de su situación. Algunas versiones antiguas y el texto hebreo incluyen al final del versículo 22 la frase “Tú me has respondido”, marcando así el paso a la segunda parte del salmo. Este giro repentino en el tono revela la certeza del salmista de que Dios lo ha escuchado. Lleno de gratitud, promete alabar al Señor, y su acción de gracias se extiende a grupos cada vez más amplios. Primero convoca al pueblo de Israel, sus “hermanos”, a unirse a su alabanza.
La Carta a los Hebreos interpreta este versículo (v. 23) en clave cristológica, poniendo estas palabras en boca de Cristo y ampliando el sentido de “hermanos” a toda la humanidad: “Por eso no se avergüenza de llamarlos hermanos, y dice: Anunciaré tu nombre a mis hermanos…” Así se reafirma que Jesús, al compartir el sufrimiento humano, realiza su entrega redentora. El clamor del pobre al que Dios escucha (v. 25) se cumple en Jesús, que gritó en la cruz antes de morir. El salmo concluye con una mirada hacia el futuro: la alabanza a Dios continuará a través de las generaciones y en un pueblo nuevo que nacerá de esta experiencia de salvación. Los Padres de la Iglesia vieron en este salmo una expresión profunda de la humanidad de Cristo. Jesús, al asumir estos sentimientos de dolor y confianza, revela tanto su cercanía con el sufrimiento humano como su identidad divina.

Manténgase vigilante nuestra fe; comprenda que aquel al que poco antes contemplábamos en la condición divina aceptó la condición de esclavo, asemejado en todo a los hombres e identificado en su manera de ser a los humanos, humillado y hecho obediente hasta la muerte; pensemos que incluso quiso hacer suyas aquellas palabras del salmo, que pronunció colgado de la cruz: Dios mío, Dios mío, ¿por qué me has abandonado? Por tanto, es invocado por nosotros como Dios, pero Él ruega como siervo; en el primer caso, le vemos como creador, en el otro como criatura; sin sufrir mutación alguna, asumió la naturaleza creada para transformarla y hacer de nosotros con Él un solo hombre, cabeza y cuerpo. Oramos, por tanto, a Él, por Él y en Él, y hablamos junto con Él, ya que Él habla junto con nosotros.

## Usos

### Judaísmo
El salmo 22 se recita tradicionalmente en el ayuno de Ester  o Ta'anit Ester.
Este salmo es recitado durante los servicios de la sinagoga en Purim por varios grupos. Los judíos sefardíes y mizrajíes dicen el Salmo 22 al comienzo del servicio nocturno Arvit en la noche de Purim. Los judíos sefardíes y mizrajíes, así como Los judíos asquenazíes que siguen el nusach del Gaón de Vilna , recitan el Salmo 22 como la Canción del Día en el servicio matutino de Purim.
El versículo 4 es parte del párrafo inicial de Uva letzion .
El versículo 12 se recita durante Selijot.
El versículo 26 se encuentra en la repetición de la Amidá en el servicio matutino de Rosh Hashaná .
El versículo 29 es parte de la Canción del mar , que se recita durante Pesukei dezimra en la oración de la mañana . Este verso también se dice durante Musaf en Rosh Hashaná .

### Nuevo Testamento
El Nuevo Testamento hace numerosas alusiones al Salmo 22, principalmente durante la crucifixión de Jesús.
El Codex Vaticanus Mateo 27.46 y Marcos 15.34 cita el Salmo 22, transcribiéndolo de manera diferente al texto griego moderno. El Codex Vaticanus Mateo 27.46 tiene: Eloey, Eloey, lema sabaktanei, lo que coincide ligeramente con el antiguo Salmo sirio 22 Alóhi Alóhi lmóno shbáqthoni . El Codex Vaticanus Mark 15.34 tiene: Eloi, Eloi, lama zabafthanei lo que es una copia hebrea directa del Salmo 22 (אלי אלי למה עזבתני) Elí, Elí, láma azavtháni , aunque en hebreo "Eloi" sería plural (aunque ambos "Eloi" y " Eli "podría ser arameo).
El versículo 1, " Dios mío, Dios mío, ¿por qué me has abandonado? ", Se cita en Marcos 15:34 ; Mateo 27:46
El versículo 7, "Lanzan insultos y sacuden la cabeza", se cita en Marcos 15:29 ; Mateo 27:39
El versículo 8, "Confió en el Señor para que lo libraría: que lo libere, ya que se deleitó en él", se cita en Mateo 27:43
El versículo 18, "Dividen mi ropa entre ellos y echan suertes para mi prenda", se cita en Marcos 15:24 ; Mateo 27:35 ; Lucas 23:34 ; Juan 19:24
El versículo 22, "Declararé tu nombre a mi pueblo; en la asamblea te alabaré", se cita Hebreos 2:12

### Cristianismo
Cristianos [ quien? ] afirman que "Han perforado mis manos y mis pies" (Salmo 22:16) , y "Puedo contar todos mis huesos" (Salmo 22:17) son profecías que indican la forma de la crucifixión de Jesús: que sería clavado en una cruz (Juan 20:25) y, según el requisito levítico para un sacrificio, que ninguno de sus huesos se rompa (Números 9: 11-13) . (Los cristianos ven a Jesús como un sacrificio expiatorio ).
Algunos comentaristas cristianos, como Ethelbert W. Bullinger Companion Bible Notes,  y HA Ironside  señalan que la palabra que se usa para gusano en 'Soy un gusano y no un hombre' (Salmo 22: 6) es 'tola '  un gusano del Medio Oriente que vive en un árbol y es aplastado por su tinte rojo, también traducido carmesí. También es la palabra usada en (Isaías 41:14) en las canciones de siervo de Isaías. Esto sería consistente con la visión de la persona que sufre como un sacrificio expiatorio, muriendo en un árbol.

### Iglesia católica
En el Rito Romano , antes de la implementación de la Misa de Pablo VI , este salmo se cantaba en el Despojo del Altar el Jueves Santo para significar el despojo de las vestiduras de Cristo antes de la crucifixión. El salmo fue precedido y seguido por la antífona "Diviserunt sibi vestimenta mea: et super vestem meam miserunt sortem" (dividieron mi ropa entre ellos y echaron suertes para mi prenda).  El canto de este salmo fue suprimido en las revisiones de 1970 a la Misa. Todavía se incluye en muchas partes de la Comunión Anglicana.
Desde la Edad Media, este salmo se realizó tradicionalmente durante la celebración de la vigilia dimanche,  acuerdo con la Regla de San Benito establecida en 530, ya que San Benito de Nursia simplemente atribuyó los Salmos 21 (20) 109 (108) vigilias de oficinas, "todos sentados con ordre".
En la Liturgia de las Horas, el salmo se dice los viernes en Prime. En la Liturgia de las Horas, con la supresión de Prime, se reasignó la Oficina del mediodía (Terce, Sext o None) el viernes de la tercera semana.

## Análisis histórico-crítico
En la investigación exegética, se considera generalmente que el Salmo 22 no tiene un origen unificado. Se entiende que originalmente consistía en el contenido de los versículos 1-22 / 23, y los versículos 23 / 24-32 comprenden una adición posterior.  Un análisis más detallado también reconoce los versículos 4–6 como parte de la adición posterior, y encuentra una tercera capa de desarrollo editorial en los versículos 28-32.  La distinción exacta entre las dos partes principales del salmo también es controvertida, ya que el versículo 23 a veces se cuenta como parte del salmo original, pero a veces como parte de la adición posterior.
Se cree que el salmo original (v. 2-22 / 23) data del período anterior al exilio, es decir, antes del Asedio de Jerusalén (587 a. C.). La segunda parte, debido al importante rescate de Israel, probablemente se agregó solo en el Período del Segundo Templo . La porción más reciente de la composición (v. 28-32), debido a su perspectiva universalista, se considera que data del período helenístico, probablemente a fines del siglo IV.

## Otros comentarios
La pregunta de reproche, quejumbrosa "por qué" del sufrimiento (versículo 2) en el Salmo 22 toca el sentido más profundo de abandono de Dios frente al sufrimiento y la persecución múltiple de los enemigos.  Debido a la vaguedad de la súplica hecha por la primera parte del salmo, se ha convertido en un testimonio atemporal aplicable a muchas situaciones de persecución. Las quejas sobre la ausencia de Dios están puntuadas por alabanzas (v. 4), confidencias (v. 5-6, 10-11) y peticiones (v. 20-22) interrumpidas.
La segunda parte del salmo es la gratitud del peticionario a la luz de su salvación (v. 22) en el contexto de Israel (v. 26-27) y expande en la adoración Yahveh la perspectiva de los pueblos del mundo que impresionaron La acción de Dios debe mostrar.
En el Nuevo Testamento, Jesús cita el Salmo 22 poco antes de su muerte en la cruz, para hacerse el peticionario del salmo y poseer, según la tradición judía, todo el contenido del salmo..
Cristológicamente esto se considera problemático, ya que Jesús, la Segunda Persona de la Trinidad, difícilmente puede decir que Dios lo ha abandonado. Sin embargo, como en el salmo, el aparente abandono de Dios no es el final. Más bien, en ambos casos hay un rescate repentino y abrupto del peticionario por Dios (en el Nuevo Testamento a través de la resurrección de Jesús). La división usual del salmo en una parte de acción (v. 2-22) y una alabanza o acción de gracias. parte (v. 23-32), por lo tanto, es interpretada por algunos (por Martin Lutero , entre otros) para anticipar la Crucifixión de Jesus y la resurrección de Jesús.